# Monorail de Kitakyūshū
Le monorail de Kitakyūshū  (北九州モノレール, Kitakyūshū Monorēru) est un monorail de type Alweg qui circule à Kitakyūshū au Japon. Il est exploité par la compagnie Kitakyushu Urban Monorail Co. Ltd. (北九州高速鉄道株式会社, Kitakyūshū Kōsoku Tetsudō Kabushiki-gaisha). L'unique ligne relie la gare de Kokura à Kikugaoka.

## Historique
Le monorail a été inauguré le 9 janvier 1985 entre Heiwa-dōri et Kikugaoka. Il a été prolongé à la gare de Kokura le 1er avril 1998.

## Stations
| Numéro | Station                  | Nom japonais | Distance (km) | Correspondances                                                      | Arrondissement |
| ------ | ------------------------ | ------------ | ------------- | -------------------------------------------------------------------- | -------------- |
| 01     | Kokura                   | 小倉         | 0             | JR West : Shinkansen Sanyō JR Kyushu : Kagoshima, Nippō, Hitahikosan | Kokurakita     |
| 02     | Heiwa-dōri               | 平和通       | 0,4           |                                                                      | Kokurakita     |
| 03     | Tanga                    | 旦過         | 0,7           |                                                                      | Kokurakita     |
| 04     | Kawaraguchi Mihagino     | 香春口三萩野 | 1,6           |                                                                      | Kokurakita     |
| 05     | Katano                   | 片野         | 2,4           |                                                                      | Kokurakita     |
| 06     | Jōno                     | 城野         | 3,2           | JR Kyushu : Nippō, Hitahikosan                                       | Kokuraminami   |
| 07     | Kitakata                 | 北方         | 4,2           |                                                                      | Kokuraminami   |
| 08     | Keibajō-mae              | 競馬場前     | 4,9           |                                                                      | Kokuraminami   |
| 09     | Moritsune                | 守恒         | 5,7           |                                                                      | Kokuraminami   |
| 10     | Tokuriki Kōdan-mae       | 徳力公団前   | 6,6           |                                                                      | Kokuraminami   |
| 11     | Tokuriki Arashiyamaguchi | 徳力嵐山口   | 7,3           |                                                                      | Kokuraminami   |
| 12     | Shii                     | 志井         | 8,2           |                                                                      | Kokuraminami   |
| 13     | Kikūgaoka                | 企救丘       | 8,8           | JR Kyushu : Hitahikosan                                              | Kokuraminami   |